# 松本神社

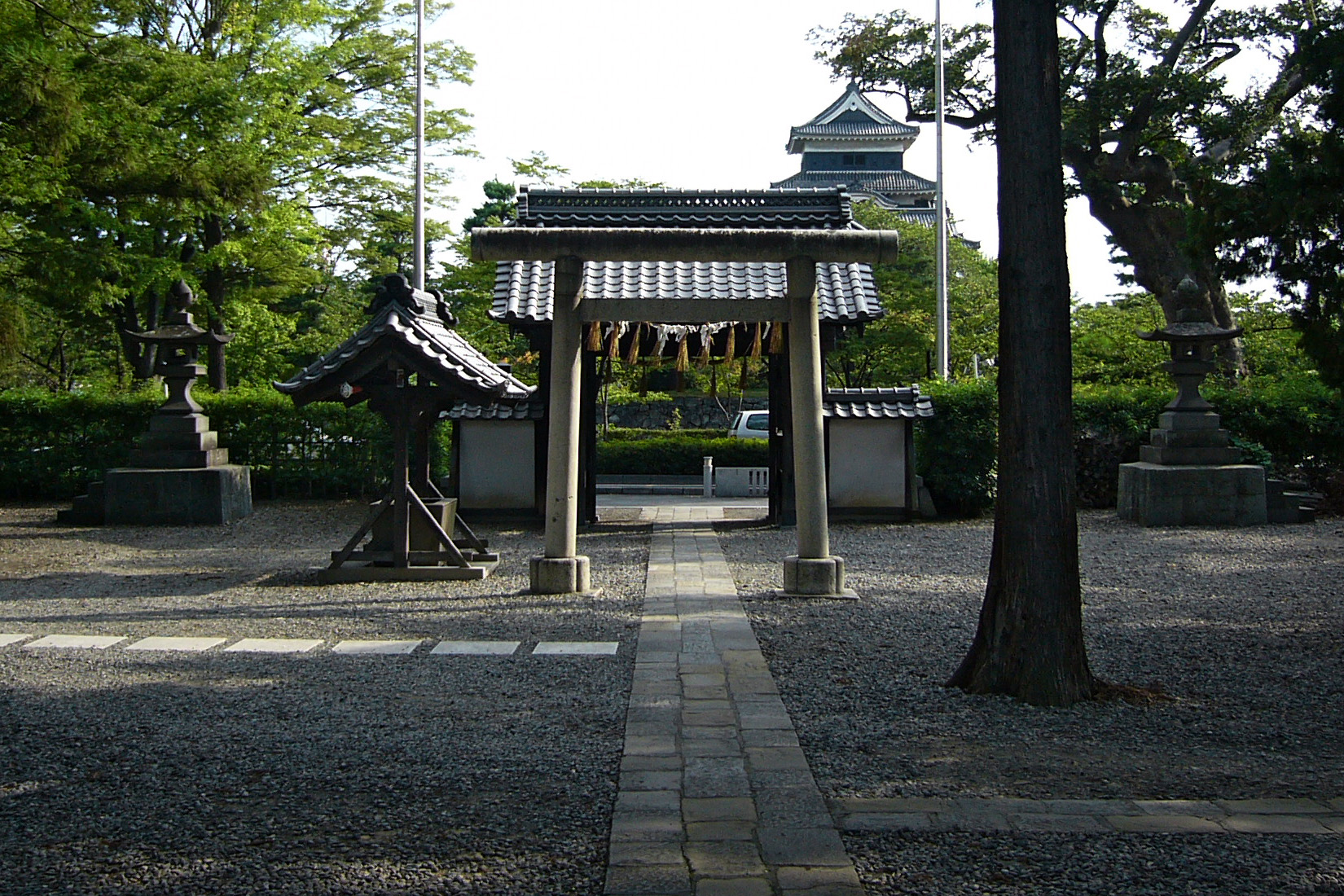
境内から松本城を望む

松本神社（まつもとじんじゃ）は、長野県松本市丸の内にあり、松本城の北隣に鎮座する神社。地元では「ごしゃ（五社）」と呼ばれている。

## 歴史

### 五社
松本の領主だった戸田氏（戸田松平家）は寛永10年（1633年）に明石に転封されたが、寛永13年（1636年）に藩主の戸田光重が伯父の永兼を祀るために明石城の城内に新宮と称する社を設けた。この新宮は元禄11年（1698年）に暘谷霊社と名を変え、享保11年（1726年）に戸田氏が松本に再入部した際に光慈によって移された。
その後、永兼（暘谷）に加えて、寛政9年（1797年）に光行によって遠祖一色兵部少輔（片宮）と戸田宗光（今宮、今宮八幡宮）が合祀され、天保2年（1831年）光年によって松平康長（洪武）と正室松姫（淑愼）が合祀され、以上の五柱を祀ることとなり五社と称されるようになった。
境内には暘谷社の勧請と同時に志摩国鳥羽から移された真言宗弥勒院があったが、明治時代の廃仏毀釈で廃寺となり、弥勒院の釈迦如来坐像は安曇野市一日市場の観音堂に移されている。

### 若宮八幡宮
松本城二の丸の西北隅には松本城鎮守社が鎮座していた。島立貞知が深志城を築城したとされる父の貞永を祀って城の鎮守とした社で、松本の領主に復帰した小笠原貞慶によって倉稲魄命（稲荷社）が合祀された。
寛文10年（1670年）に水野忠直が松本城鎮守社の社殿を造営することになった。この造営時、松本に古くからある仁徳天皇を祀る神社の社殿が破損していたため、氏子が旧鎮守社の建物をもらい受けており、従前の社殿は松本市筑摩三才に若宮八幡社本殿（国指定重要文化財）として現存する。
その後、正徳年間には水野忠周が神田明神の分霊を勧請し、さらに宝暦年間に水野氏によって埋の橋の北に社殿が造営された。
文政8年（1825年）に神道宗家吉田家から若宮八幡の社号を許され、先述のとおり大正時代に五社の境内に移された。

### 合祀
1953年に五社とその境内にあった若宮八幡宮とが合祀され、名称を松本神社と改めた。
御神木の大欅は境内の外、道路の中央分離帯上にある。

## 所在地
- 〒390-0873 長野県松本市丸の内

## 交通アクセス
- JR東日本・アルピコ交通（通称・松本電鉄） 松本駅 徒歩25分
- 松本駅お城口よりアルピコ交通（通称・松本電鉄バス）「タウンスニーカー」北コースで「池上百竹亭」停留所下車

## 周辺情報
- 松本城
- 松本市旧司祭館
- 全久院
- 旧開智学校
- 中町蔵の会館
- 松本市はかり資料館
- 松本市時計博物館
- 四柱神社